# Garstang
Garstang est une paroisse civile du Wyre dans le Lancashire, située à 16 km au nord de Preston et à la même distance au sud de Lancaster.
Gastang est célèbre pour avoir été la toute première Fairtrade Town (en) du monde.

## Histoire
Garstang a été fondée sous Henri VII par Thomas Stanley. Son économie a longtemps était basée sur des fabriques de chapeaux et de tissus de coton.

## Patrimoine
- Château de Greenhalgh